# Eine Nacht an der Donau
Eine Nacht an der Donau ist eine deutsche Filmkomödie des Regisseurs Carl Boese aus dem Jahr 1935.

## Handlung
Österreich-Ungarn im 19. Jahrhundert.
Wolfgang von Derlingen, Sohn der Fürstin von Derlingen, ist ein gescheiterter Musiker. Doch das Haus Derlingen, dem er angehört, braucht dringend Geld. Da hat seine Mutter einen Plan: Er soll die junge ungarische Baroness von Szobody heiraten. Wolfgang geht zunächst auf dieses Heiratsprojekt ein und reist per Schiff mit seinem Erzieher Dr. Lerch nach Ungarn zum Anwesen der Familie Szobody. Jedoch lernt er während der Fahrt die Musikantin Steffi Eidinger kennen, in die er sich sofort verliebt. Sie ist mit ihrer Kapelle „Donauschwalben“ auf dem Weg nach Budapest, wo sie engagiert sind. Ihre Kapelle soll auch an Bord des Schiffes spielen, um die Passagiere zu unterhalten. Doch die Pianistin Poldi kommt zu spät und verpasst die Abfahrt des Schiffes. Steffi kennt Wolfgang schon von einem skandalösen Konzert, das Wolfgang dirigierte. Sie erkennt aber, dass in Wolfgang ein großartiger Musiker steckt, und bittet ihn deshalb darum, die Pianistin an Bord zu ersetzen. Wolfgang zögert zunächst, sagt dann aber zu. Es macht ihm Spaß, bei der Kapelle mitzuspielen und er, und Steffi kommen sich noch am selben Abend etwas näher.
Am nächsten Morgen erkennt Wolfgang aber, dass er Steffi vergessen muss. Was er nicht ahnt ist, dass die Baroness Ilonka einen ganz anderen liebt, nämlich den Sohn des Gastwirts Török. Wolfgang und Ilonka werden einander vorgestellt, doch beide lieben sich nicht. Die Baronin von Szobody versucht aber alles, um die zwei zusammenzubringen. Am Abend fährt Wolfgang heimlich nach Budapest zur Gaststätte Török, wo die Donauschwalben auftreten. Steffi erkennt ihn sofort wieder und sie verbringen einen schönen Abend. Die Baronin von Szobody bemerkt sofort, dass Wolfgang fort ist, und folgt ihm zusammen mit Dr. Lerch nach Budapest. Dort treffen sie auf Wolfgang und Steffi, die Baronin klärt Steffi darüber auf, dass Wolfgang ihre Tochter Ilonka heiraten soll. Steffi ist am Boden zerstört und Wolfgang kehrt zurück zur Baroness.
Die Baroness und Wolfgang spielen der Baronin ein glückliches Paar vor und fahren gemeinsam nach Budapest. Hier trifft Ilonka auf ihren Geliebten Josci, Sohn des Gastwirts Török, und Wolfgang auf Steffi, die jedoch nichts von ihm wissen will. Am selben Abend wollen die Fürstin von Derlingen, die Baronin Szobody und Dr. Lerch Wolfgang und Ilonka in Budapest überraschen. Als sie ankommen, merken sie, dass es dort nicht mit rechten Dingen zugeht. Sie erkennen, dass das Heiratsprojekt gescheitert ist, denn Wolfgang und Steffi haben wieder zueinander gefunden und auch Ilonka ist überglücklich mit ihrem Josci. Die Fürstin fällt daraufhin in Ohnmacht. Am Ende des Films bittet der Gastwirt Török die Baronin, dass sein Sohn Ilonka heiraten darf, sie sagt zu.

## Produktionsnotizen
Die Außenaufnahmen fanden an der Donau in Wien und Budapest sowie in der Puszta statt. Der Film passierte am 22. November 1935 die Zensur und wurde am 13. Dezember desselben Jahres uraufgeführt.